# Куп СФР Југославије у рагбију 1967.
Куп СФР Југославије у рагбију 1967. је било 8. издање Купа комунистичке Југославије у рагбију. Играло се по правилима рагби лиге. 
Трофеј је освојила Младост.
Финале
| Младост Загреб | 24 – 18 | Бродарац Београд |
| -------------- | ------- | ---------------- |
|                |         |                  |

| Освајач купа Југославије у рагбију 1967. |
| ---------------------------------------- |
| ХАРК Младост 4. трофеј                   |